# Distretto di Beja
Il distretto di Beja è un distretto del Portogallo. Apparteneva alla provincia tradizionale del Basso Alentejo (Baixo Alentejo). Confina con i distretti di Setúbal e Évora a nord, con la Spagna (province di Badajoz e di Huelva) a est, con il distretto di Faro a sud e con l'Oceano Atlantico a ovest. La superficie è di 10.225 km² (maggior distretto portoghese), la popolazione residente (2001) è di 161.211 abitanti. Il capoluogo del distretto è Beja.

## Geografia antropica

### Suddivisioni amministrative
Il distretto di Beja è diviso in 14 comuni:
- Aljustrel
- Almodôvar
- Alvito
- Barrancos
- Beja
- Castro Verde
- Cuba
- Ferreira do Alentejo
- Mértola
- Moura
- Odemira
- Ourique
- Serpa
- Vidigueira

Nell'attuale divisione principale del paese, il distretto è interamente compreso nella regione Alentejo. Per quanto riguarda le subregioni, il Basso Alentejo (Baixo Alentejo) comprende 13 comuni, mentre il comune di Odemira appartiene all'Alentejo Litorale (Alentejo Litoral). In sintesi:
- Regione Alentejo
  - Alentejo Litorale
    - Odemira

  - Basso Alentejo
    - Aljustrel
    - Almodôvar
    - Alvito
    - Barrancos
    - Beja
    - Castro Verde
    - Cuba
    - Ferreira do Alentejo
    - Mértola
    - Moura
    - Ourique
    - Serpa
    - Vidigueira

## Geografia fisica
Il distretto di Beja corrisponde alla parte meridionale della pianura dell'Alentejo, irrigata da corsi d'acqua spesso brevi e secchi in estate, con alcune colline basse e poco inclinate.
La principale caratteristica del distretto è la valle del fiume Guadiana, che attraversa la parte orientale da nord a sud. Il fiume divide la pianura principale da un territorio che si trova tra la Guadiana e la frontiera spagnola che, insieme ai monti dell'Algarve che costituiscono il confine meridionale del distretto (Serra de Monchique, Serra do Caldeirão e Serra de Espinhaço de Cão) sono le aree più accidentate e alte del distretto. La Serra da Adiça e i primi contrafforti della Sierra Morena spagnola superano i 500 m s.l.m. Oltre a queste elevazioni, la Serra do Cercal, al confine con il distretto di Setúbal presso Vila Nova de Milfontes e la Serra do Mendro al confine con il distretto di Évora, a nord di Vidigueira, sono degne di nota, raggiungendo rispettivamente 341 e 412 m s.l.m.
Nella rete idrografica, oltre alla Guadiana e dei suoi affluenti, vi sono altri due bacini idrografici rilevanti: quello del Sado, che nasce nel distretto vicino a Ourique e scorre verso il distretto di Setúbal, e quello del fiume Mira, che nasce nella Serra do Caldeirão e sfocia nell'Oceano Atlantico presso Vila Nova de Milfontes. Oltre a questi bacini, nel distretto penetra parte dei bacini dei fiumi Arade, la cui sorgente è molto vicina a quella del Mira, ma si dirige verso l'Algarve e Ribeira de Seixe, la cui valle costituisce la frontiera con il distretto di Faro. Nel distretto di Beja si trovano alcune grandi dighe, tra cui la più grande del paese, la diga dell'Alqueva (sulla Guadiana, divisa con la Spagna e il distretto di Évora), la diga di Chança (sul fiume Chança, divisa con la Spagna), la diga di Santa Clara (fiume Mira), la diga del Monte da Rocha (fiume Sado), la diga del Roxo (Ribeira do Roxo) e la diga di Odivelas (Ribeira de Odivelas).
La costa è rocciosa e si estende quasi in linea retta da nord a sud. Le uniche interruzioni sono l'estuario del Mira e il Capo Sardão.